# 葡萄糖醛酸内酯还原酶
葡萄糖醛酸内酯还原酶（英語：glucuronolactone reductase，EC 1.1.1.20 （页面存档备份，存于））也称为“葡糖醛酸内酯还原酶”，是一种以NAD+或NADP+为受体、作用于供体CH-OH基团上的氧化还原酶。这种酶能催化以下酶促反应：
L-古洛糖酸-1,4-内酯 + NADP+ {\displaystyle \rightleftharpoons } D-葡萄糖醛酸-3,6-内酯 + NADPH + H+
葡萄糖醛酸内酯还原酶主要参与抗坏血酸和醛糖二酸的代谢过程。